# Triphleba longifurcata
Triphleba longifurcata är en tvåvingeart som först beskrevs av Schmitz 1922.  Triphleba longifurcata ingår i släktet Triphleba och familjen puckelflugor.
Artens utbredningsområde är Ungern. Inga underarter finns listade i Catalogue of Life.